# يان بيكر
يان بيكر (9 فبراير 1993 بواشنطن العاصمة في الولايات المتحدة - ) (بالإنجليزية: Ian Baker)‏ هو لاعب كرة سلة أمريكي في مركز هجوم خلفي. لعب مع لوس أنجلوس ديفيندرز وNew Mexico State Aggies ‏.

## وصلات خارجية
- يان بيكر على موقع كلية كرة السلة في سبورتس رفرنس.كوم (الإنجليزية)
- يان بيكر على موقع ريلجم (الإنجليزية)
- يان بيكر على موقع بروبوليرز (الإنجليزية)